# کیوی‌سوئو
کیوی‌سوئو (به فنلاندی: Kivisuo) یک منطقهٔ مسکونی در فنلاند است که در یوئوتسا واقع شده‌است. کیویسو ۶۰ نفر جمعیت دارد و ۱۳۰ متر بالاتر از سطح دریا واقع شده‌است.